# Celles-sur-Ource
Celles-sur-Ource település Franciaországban, Aube megyében. Lakosainak száma 489 fő (2022. január 1.). Celles-sur-Ource Bar-sur-Seine, Buxeuil, Landreville, Merrey-sur-Arce, Neuville-sur-Seine, Polisot, Polisy és Ville-sur-Arce községekkel határos.

## Népesség
A település népességének változása:
| Lakosok száma | 525  | 505  | 485  | 441  | 496  | 503  | 505  | 490  | 482  | 489  |
|               | 1968 | 1982 | 1990 | 2006 | 2013 | 2015 | 2017 | 2019 | 2020 | 2022 |